# Antonio Corbisiero
Antonio Corbisiero (Marzano di Nola, 21 maggio 1720 – Napoli, 7 gennaio 1790) è stato un compositore italiano.
Dal 1733 al 1739 studiò al Conservatorio della Pietà dei Turchini di Napoli, dove ebbe presumibilmente come insegnanti Nicola Fago, Leonardo Leo e Lorenzo Fago. Dal 1749 al 1754, sempre nella città partenopea, ebbe un discreto successo come compositore di opere buffe. Successivamente si dedicò esclusivamente all'insegnamento e alla composizione di musica sacra. Alcuni suoi lavori sacri sono stati spesso attribuiti erroneamente al fratello Francesco Corbisieri, anch'esso compositore.

## Lavori
- Monsieur Patitone (opera buffa, libretto di Antonio Palomba, 1749, Napoli)
- Il mercante innamorato (opera buffa, libretto di Pietro Trinchera, 1750, Napoli)
- Lo finto innamorato (opera buffa, libretto di Pietro Trinchera, 1751, Napoli)
- La finta marchesa (opera buffa, 1754, Napoli)
- Lei mi faccia un po' l'occhiello (aria)
- Il Saulo (dramma sacro, 1746, Aversa)
- Aronne chiamato da Dio al grado sacerdotale (oratorio, libretto di N. Stoppa, 1752, Napoli)
- Componimento per musica solennità del Corpus Domini (1781, Napoli)
- Passio Domenico Palmarum, Passio popula meus, Passio secundum Joannem, Passio secundum Mattheum et secundum Joannem
- Nel prendere il Santissimo Viatico (aria sacra per soprano, violini e basso continuo, 1780)